# Tiazofurine
La tiazofurine est un inhibiteur de l'IMP déshydrogénase. Cette molécule et ses analogues ont fait l'objet de recherches pour d'éventuelles applications dans le traitement de certains cancers,.